# Tiatira
Tiatira (AFI: /tjaˈtira/; in greco antico: Θυάτειρα?, Thyáteira) fu una città in Lidia, corrispondente all'attuale Akhisar, in Turchia, nota principalmente per essere una delle sette chiese dell’Asia cui sono rivolte le parole del Vivente nell’Apocalisse dell’Apostolo Giovanni.
Fu di origine lidia o forse fondata da Seleuco I. Qui, secondo Strabone, venne fondata una colonia macedone, ove si veneravano Esculapio, Bacco, Artemide e soprattutto Apollo, in onore del quale venivano celebrati dei giochi.
Si racconta che al termine della prima guerra mitridatica, qui si accampò Flavio Fimbria, il quale raggiunto ed assediato da Lucio Cornelio Silla, persa la stima e l'obbedienza da parte dei suoi soldati, ottenne da Silla l'autorizzazione a lasciare liberamente il suo accampamento, esonerato da ogni forma di comando. Recatosi a Pergamo, colto da una profonda disperazione, preferì darsi la morte nel tempio di Esculapio. Secondo invece Plutarco, Fimbria si diede la morte all'interno del suo campo.
Alcune costruzioni vi furono iniziate da Vespasiano, mentre gli imperatori Adriano (123) e Caracalla (215) visitarono la città. Nel 366 fu teatro della battaglia di Tiatira, in cui le truppe di Valente sconfissero Gomoario, il generale dell'usurpatore Procopio.